# لياندرو دي أوليفيرا دا لوز
لياندرو دي أوليفيرا دا لوز (بالبرتغالية: Leandro de Oliveira da Luz) (3 مارس 1983 في البرازيل - ) هو لاعب كرة قدم برازيلي في مركز الظهير. شارك مع منتخب البرازيل تحت 23 سنة لكرة القدم. أما مع النوادي، فقد لعب مع نادي برازيليا ونادي بونتي بريتا ونادي بيكامكس بين دونغ ونادي سانتوس وJumpasri United F.C. ‏ وPTT Rayong F.C. ‏ ونادي باثوم يونايتد ونادي بايساندو ‏ وHaiphong FC ‏ وAssociação Desportiva Cabofriense ‏ وسوسيداد إسبورتيفا ماتسوبارا ‏ ونادي ساتورن رامنسكوي ونادي بورت.

## روابط خارجية
- لياندرو دي أوليفيرا دا لوز على موقع قاعدة بيانات كرة القدم.إي يو (الإنجليزية)
- لياندرو دي أوليفيرا دا لوز على موقع Soccerway.com (الإنجليزية)